# Биппен
Биппен (нем. Bippen) — община в Германии, в земле Нижняя Саксония.
Входит в состав района Оснабрюк. Подчиняется управлению Фюрстенау. Население составляет 3005 человек (на 31 декабря 2010 года). Занимает площадь 79,25 км².
Коммуна подразделяется на 8 сельских округов.
| Год  | Население |
| ---- | --------- |
| 1990 | 2623      |
| 1995 | 2872      |
| 2000 | 2974      |
| 2005 | 3041      |
| 2010 | 3008      |